# J'adore ce que vous faites
 (avril 2022).
Pour plus de détails, voir Fiche technique et Distribution.
J'adore ce que vous faites est un film français réalisé par Philippe Guillard, sorti en 2022.

## Synopsis
L'acteur français Gérard Lanvin est contacté pour jouer dans un blockbuster américain sur le débarquement de Provence en août 1944. Cette superproduction se tourne dans le midi. L'acteur y fait la connaissance de Momo Zapareto, homme à tout-faire de sa maison louée pour le temps du tournage. Momo est un immense fan de l'acteur. Peut-être un peu trop.

## Fiche technique
- Titre original : J'adore ce que vous faites
- Réalisation et scénario : Philippe Guillard
- Directeur de la photographie : Manu Alberts
- Fanny Julia Nègre: seconde assistante mise en scène
- Son : Théo Arramon
- Musique : Loris Bernot
- Costumes : Pauline Berland
- Producteurs : Vincent Roget, Florian Genetet-Morel et Sidonie Dumas
- Sociétés de production : Gaumont, Same Player, Montauk Films, France 2 Cinéma, Gala Vara Eiriz
- Distribution : Gaumont Distribution (France)
- Pays d'origine : France
- Genre : comédie
- Date de sortie :
  - France : 18 mai 2022

## Distribution
- Gérard Lanvin : lui-même
- Artus : Momo Zapareto
- Antoine Bertrand : Bob Martel, le réalisateur québécois
- Antony Hickling : Tony Williams, le producteur américain
- Caroline Bourg : Sophie
- Lou Chauvain : Clara, l'assistante de Gérard Lanvin
- Laura del Sol : Mme Zapareto, la mère de Momo
- Natasha Andrews : Sandy
- Fabienne Galula : Alex Granget
- Hannah Boulier-Fraissinet : la cousine de Momo
- Patrick Lapeyrie   : le frère de Momo

## Accueil

### Box-office
Le premier jour de sa sortie, le film se classe en 2e position du box-office français des nouveautés avec 17 760 entrées, dont 8 545 en avant-première, pour 500 copies. Il est devancé par Coupez ! (22 719) et suivi par Détective Conan : la Fiancée de Shibuya (5 430). Au bout d'une semaine d'exploitation, le film se retrouve à la 5e place du box-office avec 72 462 entrées, derrière Frères et sœur (73 784) et devant Les Animaux fantastiques : Les Secrets de Dumbledore (70 188).